# 김보현 (1871년)
김보현(金輔鉉, 1871년 양력 10월 3일(음력 10월 3일) ~ 1955년 양력 9월 2일)은 평안남도 출신의 농업인이다. 본관은 전주. 조선민주주의인민공화국 3, 4대 주석 김일성의 할아버지이다.

## 생애
평안남도 대동군에서 만경대 산당지기인 김응우의 외아들로 태어났으며, 김응우가 일찍 사망하여 소작살이로 어려운 생활을 했다. 이보익과 결혼하여 김일성의 아버지인 장남 김형직 등의 3남 3녀를 낳았다. 일찍 부모를 잃은 손자 김일성을 양육하였다고 전해진다.
1945년 조선 광복 후 1945년 9월 16일에서부터 1946년 5월 31일까지 평안남도 대동군 태수(平安南道 大同郡 太守) 직을 지냈을 뿐인 그의 행적은 조선민주주의인민공화국에서 우상화를 위하여 없는 사실을 만들어내어 우상화 되고 있다. 그나마 대동군 태수 직책조차도 김보현 본인의 능력과는 하등 상관 없이 손자가 할아버지한테 만들어다 바친 관직일 뿐이었다. 농업 간부 재교육을 위한 김보현대학은 1994년 그의 이름을 따서 개칭한 명칭이다. 1948년 9월 16일에서부터 1949년 10월 1일까지 1년간을 조선민주주의인민공화국 농업성 예하 고급특별고문역보좌관(朝鮮民主主義人民共和國 農業省 高級特別顧問役補佐官) 직을 지낸 그는 1949년 10월 1일을 기하여 관직 본격 은퇴 후 1955년에 향년 84세로 사망하였다. 만경대의 묘지에는 그의 반신상이 세워져 있다.
말년에 손자가 한국 전쟁을 일으켰는데 인천상륙작전의 여파로 인하여 피난을 가는 등 손자 때문에 고생을 했다.
박정희의 아버지인 박성빈과 동갑내기이다.

## 가족 관계
- 조부 : 김송령(金松齡, 1810년 12월 1일 ~ 1899년 3월 12일)
- 조모 : 나현직(1811년 3월 4일 ~ 1897년 1월 23일)
- 아버지: 김응우(金膺禹, 1848년 6월 17일 ~ 1878년 10월 4일)
- 어머니: 이씨 (李氏)
- 부인: 이보익(李寶益, 1876년 음력 5월 31일 ~ 1959년 10월 18일)
  - 아들: 김형직(金亨稷, 1894년 음력 7월 10일 ~ 1926년 양력 6월 5일)[3]
  - 손자: 김일성(金日成, 1912년 4월 15일 ~ 1994년 7월 8일)
  - 아들: 김형록(金亨祿)[3]
  - 아들: 김형권(金亨權, 1905년 11월 4일 ~ 1936년 1월 12일)[3]
  - 딸: 김구일(金九日女)[3]
  - 딸: 김형실(金亨實)[3]
  - 딸: 김형복(金亨福)[3]